# アンドレア・ラノッキア
アンドレア・ラノッキア（Andrea Ranocchia、1988年2月16日 - ）は、イタリア・アッシジ出身の元サッカー選手。元イタリア代表。現役時代のポジションはDF。

## 経歴

### キャリア初期
ACバスティーア1924で競技生活を開始し、1998年にペルージャ・カルチョへ加入。ペルージャの破産に伴い、2004年に当時セリエBのUSアレッツォに移籍。2005-06シーズンはユースチームに所属し、カンピオナート・プリマヴェーラでプレーした。翌シーズンにアントニオ・コンテの下でトップチームでのデビューを果たすも、チームはセリエC1に降格した。

### バーリ
2008年8月、ジェノアCFCが共同保有権を取得し、セリエBのASバーリへレンタル移籍。翌2009年夏、ジェノアはラノッキアの共同保有権を買い上げたうえで、2009-10シーズンもバーリにレンタルした。レオナルド・ボヌッチと共に強固なディフェンスラインを構築し、A代表入りも期待されたが2010年1月に膝を負傷してシーズン後半を棒に振り、2010 FIFAワールドカップ出場はならなかった。なお2012年8月には、2008-09シーズンのサレルニターナ・カルチョ戦で起きたとされる八百長事件について事情聴取を受けている。

### ジェノア
2010年夏、レンタル元のジェノアに復帰。同時にインテルがジェノアから共同保有権を取得し、5年契約を結んだ。当初は2010-11シーズンはジェノアCFCでプレーすることになっていたが、インテルのCBワルテル・サムエルが怪我によりシーズン絶望となったことから、12月27日にインテルに完全移籍し、年明けの1月からインテルでプレーすることになった。共同保有権の買い取りにあたり、インテルはジェノアに1250万ユーロを支払った。

### インテル
2011年1月9日のカルチョ・カターニア戦でインテルデビュー。加入直後からレギュラーに定着し、2月19日のカリアリ・カルチョ戦でインテルでの初得点を決めた。2年目の2011-12シーズンの開幕前には退団したマルコ・マテラッツィの背番号23を受け継いだ。しかし、数度に渡る怪我（肉離れ）の影響もあり、不安定なパフォーマンスに終始。11試合の先発出場にとどまった。
2014-15シーズンからは引退したハビエル・サネッティの後継として新キャプテンに就任したが、不安定なパフォーマンスに終始。翌2015-16シーズンにはマウロ・イカルディにキャプテンマークを譲り、新加入のミランダとジェイソン・ムリージョにポジションを奪われ出場機会を失った。
2015-16シーズン序盤、ロベルト・マンチーニ下での彼の立場は途中出場要員に格下げされ、この時期にピッチに立ったのはわずか10試合（そのうち8試合は30分以下）だった。

### サンプドリア
2016年1月、出場機会を求めてUCサンプドリアへ半年間のレンタル移籍をする。加入直後には失点に関与するミスもあったが、最終的にはポジションを掴み13試合に出場した。

### ハル・シティ
2017年1月31日、プレミアリーグのハル・シティAFCへシーズン終了までのレンタル契約で移籍。これが自身初の国外移籍となった。2月1日のマンチェスター・ユナイテッドFC戦でプレミアリーグデビューを果たし、2月4日のリヴァプールFC戦ではハルの2点目をアシストし勝利に貢献した。

### インテル復帰
2017年7月、ハル・シティへのレンタル期間が終了しインテルへ復帰。再び新天地を求め退団を希望したが、ルチアーノ・スパレッティが監督に就任したため残留を決意。2017-18シーズン前半、スパレッティのファーストチョイスはミラン・シュクリニアルとジョアン・ミランダの2人だったがミランダの負傷離脱もあり12月頃から徐々に出場機会を増やし、最終的にリーグ戦とカップ戦合わせて13試合に出場して2011-12シーズン以来のUEFAチャンピオンズリーグ出場権獲得に貢献した。
2019年4月29日、インテルとの契約を2021年まで延長した。さらに、アントニオ・コンテがインテルの監督に就任したことで、ラノッキアがプロのサッカー選手になって最初の指導を受けた恩師と再会した。コンテが就任したことによりシーズンの最初の2試合はスタメンとして出場したが、シーズンが進むにつれて再びベンチに降格。それでも2020年2月20日に行われたヨーロッパリーグのルドゴレツ戦ではキャプテンとしてスタメン起用され、インテルで200試合出場を達成した。
インテルに在籍して11年目を迎えた2020-21シーズンには、リーグ戦8試合に出場して自身初のリーグタイトルを獲得した。

### モンツァ
2022年6月21日、セリエAに初昇格したACモンツァに2024年6月までの2年契約で加入した。しかし、8月21日のナポリ戦で腓骨を骨折し数ヶ月の離脱を余儀なくされ、翌月21日にクラブとの契約解除が発表された。モンツァを去った翌日、自身のインスタグラムにて現役から退くことを表明した。

## 代表歴
U-20、U-21イタリア代表に選出されており、北京オリンピック代表の候補にも挙がった。2010年11月16日のルーマニアとの親善試合でA代表デビューを果たした。EURO2012では、ケガの影響により最終段階でメンバーから外れ、本大会出場はならなかった。

## プレースタイル
2m近い長身を活かしての空中戦を得意とする大型センターバック。大柄な体格とは裏腹に、スピードや足元の技術にも優れる。同国人のアレッサンドロ・ネスタの後継者としてネスタ本人からも期待されていた。

## 個人成績
| クラブ              | シーズン | 国内リーグ     | 国内リーグ | 国内リーグ | 国内カップ | 国内カップ | 国際大会 | 国際大会 | 合計 | 合計 |
| クラブ              | シーズン | リーグ         | 出場       | 得点       | 出場       | 得点       | 出場     | 得点     | 出場 | 得点 |
| ------------------- | -------- | -------------- | ---------- | ---------- | ---------- | ---------- | -------- | -------- | ---- | ---- |
| アレッツォ          | 2006-07  | セリエB        | 24         | 1          | 5          | 0          | -        | -        | 29   | 1    |
| アレッツォ          | 2007-08  | セリエC1       | 32         | 0          | -          | -          | -        | -        | 32   | 0    |
| アレッツォ          | 合計     | 合計           | 56         | 1          | 5          | 0          | -        | -        | 61   | 1    |
| バーリ (loan)       | 2008-09  | セリエB        | 17         | 1          | 0          | 0          | -        | -        | 17   | 1    |
| バーリ (loan)       | 2009-10  | セリエA        | 17         | 2          | 0          | 0          | -        | -        | 17   | 2    |
| バーリ (loan)       | 合計     | 合計           | 34         | 3          | 0          | 0          | -        | -        | 34   | 3    |
| ジェノア            | 2010-11  | セリエA        | 16         | 2          | 1          | 0          | -        | -        | 17   | 2    |
| ジェノア            | 合計     | 合計           | 16         | 2          | 1          | 0          | -        | -        | 17   | 2    |
| インテル            | 2010-11  | セリエA        | 18         | 1          | 4          | 0          | 4        | 0        | 26   | 1    |
| インテル            | 2011-12  | セリエA        | 12         | 1          | 3          | 0          | 2        | 0        | 17   | 1    |
| インテル            | 2012-13  | セリエA        | 32         | 2          | 3          | 1          | 10       | 0        | 45   | 3    |
| インテル            | 2013-14  | セリエA        | 24         | 1          | 2          | 1          | -        | -        | 26   | 2    |
| インテル            | 2014-15  | セリエA        | 33         | 2          | 1          | 0          | 8        | 0        | 42   | 2    |
| インテル            | 2015-16  | セリエA        | 10         | 0          | 0          | 0          | -        | -        | 10   | 0    |
| インテル            | 2016-17  | セリエA        | 5          | 0          | 0          | 0          | 4        | 0        | 9    | 0    |
| インテル            | 2017-18  | セリエA        | 11         | 2          | 2          | 0          | -        | -        | 13   | 2    |
| インテル            | 2018-19  | セリエA        | 4          | 0          | 3          | 1          | 0        | 0        | 7    | 1    |
| インテル            | 2019-20  | セリエA        | 7          | 0          | 3          | 1          | 7        | 0        | 12   | 1    |
| インテル            | 2020-21  | セリエA        | 8          | 0          | 1          | 0          | 0        | 0        | 9    | 0    |
| インテル            | 2021-22  | セリエA        | 6          | 1          | 1          | 0          | 3        | 0        | 10   | 1    |
| インテル            | 合計     | 合計           | 170        | 10         | 23         | 4          | 38       | 0        | 231  | 14   |
| サンプドリア (loan) | 2015-16  | セリエA        | 14         | 0          | 0          | 0          | -        | -        | 0    | 0    |
| サンプドリア (loan) | 合計     | 合計           | 14         | 0          | 0          | 0          | -        | -        | 14   | 0    |
| ハル (loan)         | 2016-17  | プレミアリーグ | 16         | 2          | -          | -          | -        | -        | 16   | 2    |
| ハル (loan)         | 合計     | 合計           | 16         | 2          | -          | -          | -        | -        | 16   | 2    |
| モンツァ            | 2022-23  | セリエA        | 1          | 0          | 1          | 0          | -        | -        | 2    | 0    |
| モンツァ            | 合計     | 合計           | 1          | 0          | 1          | 0          | -        | -        | 2    | 0    |
| 通算                | 通算     | 通算           | 307        | 18         | 30         | 4          | 38       | 0        | 375  | 22   |

## タイトル
セリエA : 1回（2020-21）
コッパ・イタリア : 2回（2010-11, 2021-22）
スーペルコッパ・イタリアーナ : 1回（2021-22）
セリエB : 1回（2008-09）